# Michèle Bellon

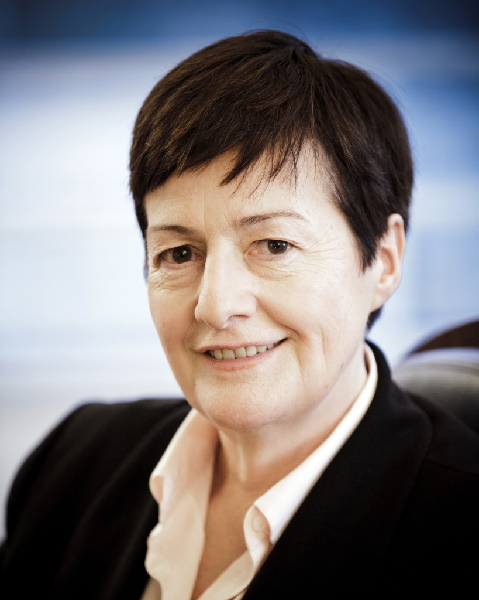
Michèle Bellon

Michèle Bellon (* Carlier 22. Januar 1949 in Bapaume, Pas-de-Calais, Frankreich) ist eine französische Ingenieurin und Unternehmerin. Seit März 2010 war sie Vorstandsvorsitzende von ERDF (Électricité Réseaux Distribution France), dem Betreiber des französischen Stromverteilungsnetzes. Sie war damit die Frau an der Spitze des größten französischen Unternehmens, gemessen an der Zahl der Beschäftigten (35.000). Sie verließ diese Position am 24. Januar 2014.

## Leben

### Kindheit und Familienleben
Michèle Bellon ist die Tochter von Jeanine Carlier, Leiterin eines Kindergartens, und André Carlier, einem Landmaschinenhändler, und wuchs in der Stadt Bapaume auf. 1961 wurde sie Internatsschülerin am Lycée Gambetta in Arras und absolvierte 1965 ihr letztes Schuljahr am Lycée Fénelon in Lille.
Sie ist seit dem 29. Juli 1972 verheiratet, Mutter von zwei Kindern und Großmutter.

### Studium
Michèle Bellon besuchte die Classe préparatoire in Lille und bestand die Aufnahmeprüfung zur École Centrale Paris als zweitbestplatzierte. Sie wurde 1972 Ingenieurin und setzte ihr Studium in den Vereinigten Staaten fort, wo sie an der Northwestern University einen Master of Science in Nuclear Engineering erwarb.

### Karriere bei EDF
1974 trat Michèle Bellon als leitende Ingenieurin in die EDF ein und wurde in den 17 Jahren, die sie dort verbrachte, Stellvertreterin des Abteilungsleiters der Abteilung Ausrüstung, wo sie für den Bau der französischen Kernkraftwerken und anschließend für die Wärmetechnik in Frankreich und im Ausland zuständig war.
1991 wurde sie als erste Frau zur stellvertretenden Direktorin ernannt, die für die Konstruktionsabteilung des Centre National d'Équipement Thermique verantwortlich war. Anschließend entwickelte sie mehrere Kraftwerksprojekte auf internationaler Ebene und sorgte für den Wandel der Kompetenzen von EDF.
1995 trat Michèle Bellon in die Abteilung Personal und soziale Beziehungen der EDF-GDF (180.000 Beschäftigte) ein, zunächst als Projektleiterin, dann als stellvertretende Direktorin und schließlich als Vizedirektorin. In diesen Positionen war sie für die Sozialverhandlungen innerhalb von EDF (Beschäftigung, Arbeitszeit, Ausbildung, Gehälter, Integration von Behinderten usw.) zuständig.
Von 1999 bis 2000 war sie Stellvertreterin des Vize-Generaldirektors im Bereich Kunden der Generaldirektion der EDF. Damals war sie an der internationalen Entwicklung des Unternehmens beteiligt (EDF Energy, EnBW und EDF Trading). Mitte 2000 wurde Michèle Bellon zur Direktorin der Abteilung Brennstoffe von EDF Industrie ernannt.

### Leitung von Dalkia
Im Rahmen ihrer Aufgaben im Bereich Kunden hat Michèle Bellon den Einstieg von EDF in das Kapital der Veolia-Energiesparte, Dalkia, begleitet.
Im Jahr 2001 trat sie auf Wunsch von EDF in die Veolia-Gruppe ein und wurde stellvertretende Geschäftsführerin von Veolia Energy (Dalkia) und Geschäftsführerin von Dalkia International. Als Hauptansprechpartnerin der lokalen Behörden war sie auch für die Verhandlungen mit den Industriepartnern zuständig.

### Geschäftsführerin von ERDF
Im März 2010 wurde sie zur Vorstandsvorsitzenden von ERDF ernannt. Sie sieht ERDF als „ein Unternehmen, das auf zwei Beinen steht. Männer und Frauen, mit echtem Fachwissen, echtem Engagement und echtem Einsatz für den öffentlichen Dienst. Und Technologien, Kabel- und Transformatortechnologien, aber auch die vernetzten Stromzähler von morgen“.
Ein weiteres Projekt, an dem sie arbeitet, ist die Verbesserung der Beziehungen zur FNCCR, dem nationalen Verband der Konzessionsgeber für Stromverteilungsnetze. Zu diesem Zweck wurde die regionale Organisation von ERDF unter ihrer Aufsicht überprüft, um die Kontakte zwischen den ERDF-Verantwortlichen und den lokalen Mandatsträgern zu erleichtern. Michèle Bellon hat sich auch verpflichtet, in einen direkten Dialog mit den Konzessionsgebern zu treten und mehrere Verträge mit den Vertretern der lokalen Behörden (FNCCR, AMRF usw.) zu unterzeichnen. Im Bereich der Integration von Menschen mit Behinderungen unterzeichnete sie im September 2011 eine Kooperationsvereinbarung mit dem Industrieminister Eric Besson, um die „digitale Kluft“ zu verringern, unter der die schwächsten Personen leiden. Zur Stellung der Frauen in der Geschäftswelt räumt Michèle Bellon ein, dass „wir als Firmenchefinnen nicht sehr zahlreich sind“ und dass sie sich im Rahmen von ERDF zum Ziel gesetzt hat, bis 2015 einen Frauenanteil von 20 % im Unternehmen zu erreichen (18 % Mitte 2012).
Um das Stromverteilungsnetz zu modernisieren, bringt sich Michèle Bellon in der Entwicklung intelligenter Stromnetze (smart grids) ein, insbesondere durch den vernetzten Stromzähler Linky, um die Integration erneuerbarer Energien in das Netz und die Verbreitung von Elektroautos zu gewährleisten. Sie initiiert das Grid4EU-Projekt und arbeitet sie an der Koordinierung der verschiedenen europäischen Initiativen im Bereich der intelligenten Stromnetze. Auf nationaler Ebene spiegelt sich dieser Wunsch in der zunehmenden Zahl von Experimenten mit diesen neuen Arten von Netzen wider (NiceGrid, GreenLys usw.).
Seit dem Amtsantritt von Michèle Bellon hat sich die durchschnittliche Dauer der Stromausfälle zwischen 2010 und 2011 um 39 % verringert. Die Aufstockung der ERDF-Investitionen auf fast 3 Milliarden Euro pro Jahr könnte sich langfristig stabilisierend auswirken und gleichzeitig die finanzielle Situation des Unternehmens verbessern.
Während des Sturms Joachim war Michèle Bellon an der Leitung des Krisenstabs und der schnellen Eingreiftruppe für Elektrizität (FIRE) beteiligt, die vom ERDF bei großflächigen Stromausfällen mobilisiert wurde.
Nachdem ihre erste Amtszeit im Dezember 2012 geendet hatte, wurde Michèle Bellon am 11. Januar 2013 zur Spitze von ERDF wieder gewählt.
Am 24. Januar 2014 übergab sie den Vorstandsvorsitz von ERDF an Philippe Monloubou, da sie 65 Jahre alt geworden ist und sie die in den Statuten von ERDF festgelegte Altersgrenze erreicht hat.

### Weitere Karriere
Seit 2014 ist Michèle Bellon ist Mitglied des Verwaltungsrats des dänischen Unternehmens Athena Investments und der RATP. Seit 2016 ist zudem Mitglied des Verwaltungsrats von HF Company. Sie war unabhängige Direktorin des Institut Pasteur in Shanghai.

## Auszeichnungen
- Ritter des französischen Ordens Ordre national du Mérite am 13. September 2000[18]
- Ritter der französischen Ehrenlegion Légion d’honneur am 14. Juli 2010
- Offizier des Ordre national du Mérite am 15. Mai 2014[18]